# Hochschober
Hochschober – szczyt w grupie Schobergruppe, w Wysokich Taurach w Alpach Wschodnich. Leży w Austrii, we Wschodnim Tyrolu. Szczyt leży na południe od Glocknergruppe. Na północnym zboczu znajduje się jeden z niewielu lodowców w grupie Schobergruppe. Góra ma dwa szczyty: wyższy – Hochschober (3240 m) i niższy – Kleinschober (3125 m). Szczyt można osiągnąć ze schroniska Hochschober Hutte (2322 m) lub z doliny Lesachtal.
Pierwszego wejścia, 18 sierpnia 1852 r., dokonali Franz Keil i Paul Oblasser.